# Melanie Steffens
Melanie Caroline Steffens (* 8. April 1969 in Aachen) ist eine deutsche Psychologin und Hochschullehrerin.

## Leben
Melanie Steffens wurde 1969 in Mützenich (Monschau) geboren und lebte dort bis zu ihrem 20. Lebensjahr, danach studierte sie von 1989 bis 1994 an der Rheinischen Friedrich-Wilhelms-Universität Bonn Psychologie. Sie promovierte und habilitierte sich an der Universität Trier.
2004 wurde Steffens Professorin für Psychologie an der Friedrich-Schiller-Universität Jena. Seit 2009 ist sie Direktorin des Instituts für Psychologie.
Seit 2013 ist Steffens Professorin an der ehemaligen Universität Koblenz-Landau, nun an der Rheinland-Pfälzische Technische Universität Kaiserslautern-Landau am Campus Landau. Ihre Forschungsschwerpunkte sind implizite Prozesse, Gedächtnisphänomene, Einstellungen zu homosexuellen Menschen und Geschlechterstereotype.

## Sonstiges
Steffens ist Mitglied von Bündnis 90/Die Grünen und gehörte zeitweise dem Stadtrat von Jena an.